# Blackbolbus hoplocephalus
Blackbolbus hoplocephalus là một loài bọ cánh cứng trong họ Geotrupidae. Loài này được Lea miêu tả khoa học năm 1916.